# Paratalanta aureolalis
Paratalanta aureolalis är en fjärilsart som beskrevs av Lederer 1863. Paratalanta aureolalis ingår i släktet Paratalanta och familjen Crambidae. Inga underarter finns listade i Catalogue of Life.